# Antônio Abujamra
Antônio Abujamra, né le 15 septembre 1932 à Ourinhos, (État de São Paulo) et mort le 28 avril 2015, est un acteur et metteur en scène brésilien de cinéma, de théâtre et de télévision. Il est connu pour son art irrévérencieux et sarcastique envers la majorité des tabous sociaux.

## Biographie
Antônio Abujamra débute comme amateur au Teatro Universitário de Porto Alegre. Il a été directeur de la chaîne TV Tupi, disparue en 1980.
En 1998, il est le seul acteur latino-américain du jury du Festival de télévision de Monte-Carlo, aux côtés de Claudia Cardinale, Annie Girardot et Yehudi Menuhin. Depuis 2000, il travaille à l’émission Provocações de la TV Cultura.
Il est le père de l'acteur et musicien André Abujamra (pt) et oncle des actrices Clarisse Abujamra (pt) et Iara Jamra (pt).

## Théâtre (principales pièces)
Parmi les pièces dans lesquelles il a joué, on peut retenir :  
- Volpone de Ben Jonson ;
- Hair de Gerome Ragni (en) et James Rado (en) ;
- A secreta obscenidade de cada dia de Marco Antonio de la Parra (es) ;
- Retrato de Gertrude Stein quando homem, dont il est aussi l'auteur et dont le sujet est la vie de Gertrude Stein ;
- Huis clos (O inferno são os outros) de Jean-Paul Sartre.
- 1961 : Raízes de Arnold Wesker
- 1961 : José, do Parto à Sepultura de Augusto Boal
- 1962 : Antígone América de Carlos Henrique de Escobar (pt)
- 1963 : Sorocaba, Senhor, uma adaptação de Fuenteovejuna de Lope de Vega
- 1963 : Terror e Miséria no III Reich de Bertolt Brecht
- 1963 : Os Fuzis da Sra. Carrar de Bertolt Brecht
- 1964 : O Inoportuno de Harold Pinter
- 1965 : Electra de Sophocle
- 1965 : O Berço do Herói de Dias Gomes
- 1967 : O Fardão de Bráulio Pedroso (pt)
- 1968 : Os Últimos (en) de Máximo Gorki
- 1968 : As Criadas (Les Bonnes) de Jean Genet
- 1970 : O Cão Siamês ou Alzira Power de Antônio Bivar (pt)
- 1972 : Longe Daqui, Aqui Mesmo de Antônio Bivar (pt)
- 1975 : Abajur Lilás de Plínio Marcos
- 1975 : Muro de Arrimo de Carlos Queiroz Telles
- 1975 : Roda Cor de Roda de Leilah Assumpção (pt) - Prix Molière Brasil
- 1980 : Dona Rosita, a Solteira de Federico García Lorca
- 1981 : Os Órfãos de Jânio de Millôr Fernandes
- 1981 : Hamletto de Giovanni Testori
- 1982 : Morte Acidental de um Anarquista de Dario Fo
- 1984 : A Serpente de Nélson Rodrígues
- 1984 : Um Orgasmo Adulto Escapa do Zoológico de Dario Fo
- 1986 : Hamletto de Giovanni Testori - Theatre for the New City / New York
- 1987 : Nostradamus de Doc Comparato
- 1987 : O Contrabaixo de Patrick Süskind
- 1988 : À Margem da Vida de Tennessee Williams
- 1991 : Um Certo Hamlet de Giovanni Testori
- 1991 : Fedra de Racine
- 1992 : A Serpente de Nélson Rodrígues
- 1992 : Infidelidades de Marco Antonio Della Parra
- 1993 : Retrato de Gertrude Stein Quando Homem de Alcides Nogueira
- 1994 : Ulf de Juan Carlos Genê
- 1995 : Exorbitâncias, Vários Autores
- 1996 : O Que É Bom Em Segredo É Melhor Em Público de Nélson Rodrígues
- 1997 : O Casamento de Nélson Rodrígues - Prix Shell
- 1997 : Tributo a Nelson Rodrigues
- 1998 : Auto da Compadecida de Ariano Suassuna - Prix Shell
- 1998 : Tributo a Bertolt Brecht
- 1998 : A Resístivel Ascensão de Arturo Ui de Bertolt Brecht
- 1999 : As Fúrias de Rafael Alberti
- 1999 : Tudo no Timing de David Ives - Premio Ibeu
- 2000 : Louca Turbulência de José Saffioti Filho et Antonio Abujamra
- 2000 : Michelangelo de Doc Comparato
- 2000 : Esta Noite Se Improvisa de Luigi Pirandello

## Télévision

### Réalisateur
- 1968 : O Estranho Mundo de Zé do Caixão (TV Tupi)
- 1968 : Nenhum Homem é Deus (TV Tupi)
- 1978 : Salário Mínimo (TV Tupi)
- 1979 : Gaivotas (TV Tupi)
- 1980 : Um Homem Muito Especial (Rede Bandeirantes)
- 1981 : Os Imigrantes (it) (Rede Bandeirantes)
- 1981 : Os Adolescentes (Rede Bandeirantes)
- 1982 : Ninho da Serpente (Rede Bandeirantes)
- 1997 : Os Ossos do Barão (SBT)

### Acteur
- 1967 : As Minas de Prata : Frazão
- 1987 : Sassaricando : Totó
- 1989 : Cortina de Vidro : Arnon Balakian
- 1989 : Que Rei Sou Eu? : Ravengar
- 1992 : Amazônia : Dr. Homero Spinoza
- 1993 : O Mapa da Mina : Nero
- 1995 : A Idade da Loba : Piconês
- 1997 : Os Ossos do Barão : Sebastião
- 1999 : Terra Nostra : Coutinho Abreu
- 1999 : Andando nas Nuvens : Álvaro Lúis Gomes
- 2000 : Marcas da Paixão : Padrone del Casinò
- 2004 : Começar de Novo : Dimitri Nicolaievitch
- 2009 : Poder Paralelo : Marco Iago
- 2011 : Corações Feridos : Dante Vasconcelos[1]

## Cinéma
- 1989 : Festa, réalisé par Ugo Giorgetti
- 1989 : Lua Cheia, réalisé par Alain Fresnot
- 1990 : Os Sermões - A História de Antônio Vieira, réalisé par Júlio Bressane
- 1991 : Olímpicos, réalisé par Flávia Moraes
- 1992 : Perigo Negro, réalisé par Rogério Sganzerla
- 1992 : Atrás das Grades, sous la direction de Paolo Gregori
- 1993 : Oceano Atlantis, réalisé par Francisco de Paula
- 1995 : Carlota Joaquina, Princesa do Brazil, réalisé par Carla Camurati
- 1996 : Olhos de Vampa, réalisé par Walter Rogério
- 1996 : Quem matou Pixote?, réalisé par José Joffily
- 1998 : Caminho dos Sonhos, réalisé par Lucas Amberg
- 2000 : Heitor Villa-Lobos - Uma Vida de Paixão, réalisé par Zelito Viana
- 2005 : Quanto vale ou é por quilo ?, réalisé par Sérgio Bianchi
- 2005 : Concerto Campestre, réalisé par Henrique de Freitas Lima
- 2008 : É Proibido Fumar, réalisé par Anna Muylaert
- 2010 : Syndrome, réalisé par Roberto Bomtempo
- 2011 : Assalto ao Banco Central, réalisé par Marcos Paulo
- 2012 : Brichos : A Floresta é Nossa[2]
- 2013 : Babu : A Reencarnação do Mal, réalisé par Cesar Nero

## Distinctions
- 1959 : Prix Juscelino Kubitschek de Oliveira, pour la mise en scène de A Cantora Careca d'Eugène Ionesco
- Prix du meilleur acteur dans O Contrabaixo, de Patrick Suskind (1987-1995)
- 1989 : Premio Kikito, au Festival de Gramado, meilleur acteur dans le film Festa
- 1989 : Trofeu APCA meilleur acteur de TV (Associação Paulista de Críticos de Arte) pour l’émission Ravengar, pour la telenovela Que Rei Sou Eu?
- 1998 : Miami 11° Festival Internacional de Teatro Hispânico ; Premio Lifetime Achievement, metteur en scène